# Raúl Bravo Sanfélix
Raúl Bravo Sanfélix (Palma de Gandia, la Safor, 14 d'abril de 1981) és un jugador professional de futbol valencià retirat. Va jugar en força equips, especialment de la Lliga grega. Jugava habitualment de lateral esquerre, encara que alguna vegada havia jugat de defensa central. Va ser dos cops internacional amb la selecció espanyola.
El 28 de maig de 2019 va ser detingut, acusat de formar part d'una organització que arreglava partits de futbol per obtenir beneficis en apostes.

## Biografia
Va néixer a la localitat valenciana de Gandia, el 14 d'abril de 1981. Va començar a jugar al futbol a la seva ciutat natal, al Palma CF, d'on va anar, el 1996 al Reial Madrid amb quinze anys, per ingressar al Juvenil B de l'entitat madrilenya.
Raúl Bravo va ser convocat per la selecció estatal sub-16 a la campanya 1997-98, guanyant el Torneig de l'Algarve a Portugal.
La temporada 1999-00 va jugar amb el segon filial del Real Madrid, a la Tercera Divisió espanyola, donant el salt a la Segona Divisió B la temporada 2001-02), amb el Castella.
Va debutar amb el Reial Madrid a la temporada 2001-02, a un partit contra l'Athletic Club, el 6 d'octubre del 2001 al Bernabéu, guanyant per 2 a 0.
La segona meitat de la temporada 2002/03 va jugar cedit al Leeds United d'Anglaterra, tornant al Real Madrid al juny.
En juliol de 2007 fitxà per l'Olympiakos FC, abandonant el Reial Madrid després de sis temporades al primer equip.
El gener de 2009 va ser cedit al CD Numancia en no tenir gaires oportunitats al conjunt grec. Durant la seva breu estada al conjunt de Sòria va jugar sis partits, tots ells com a titular.

## Palmarès
| Títol                 | Club         | País    | Any  |
| --------------------- | ------------ | ------- | ---- |
| Lliga de Campions     | Reial Madrid | Espanya | 2002 |
| Supercopa Europea     | Reial Madrid | Espanya | 2002 |
| Copa Intercontinental | Reial Madrid | Espanya | 2002 |
| Lliga espanyola       | Reial Madrid | Espanya | 2003 |
| Supercopa d'Espanya   | Reial Madrid | Espanya | 2003 |
| Lliga espanyola       | Reial Madrid | Espanya | 2007 |